# Magnus Krepper
Magnus Krepper est un acteur suédois né le 10 janvier 1967.

## Filmographie partielle
- 1999 : Grands et petits miracles, court métrage de Marcus Ollson
- 1999 : Vägen ut de Daniel Lind Lagerlöf
- 2005 : Mun mot mun de  Björn Runge
- 2009 : Millénium 2 : La Fille qui rêvait d'un bidon d'essence et d'une allumette de Daniel Alfredson
- 2009 : Millénium 3 : La Reine dans le palais des courants d'air de Daniel Alfredson
- 2010 : Les Enquêtes du commissaire Winter (série télévisée)
- 2011 : Bron/Broen (The Bridge) (série télévisée) : Stefan Lindberg (Saison 1)
- 2014 : Gentlemen de Mikael Marcimain
- 2015 : The Paradise Suite de Joost van Ginkel
- 2017 : A Cure for Life de Gore Verbinski
- 2019 : Dronningen de May el-Toukhy
- 2020 : Quand revient le calme (Når støvet har lagt sig, série télévisée)